# Jan Brügelmann

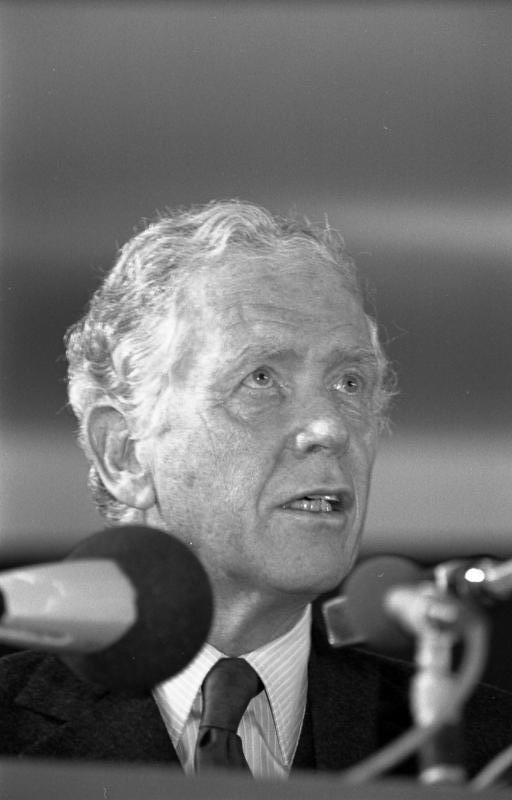
Jan Brügelmann, 1981 auf dem FDP-Parteitag in Köln

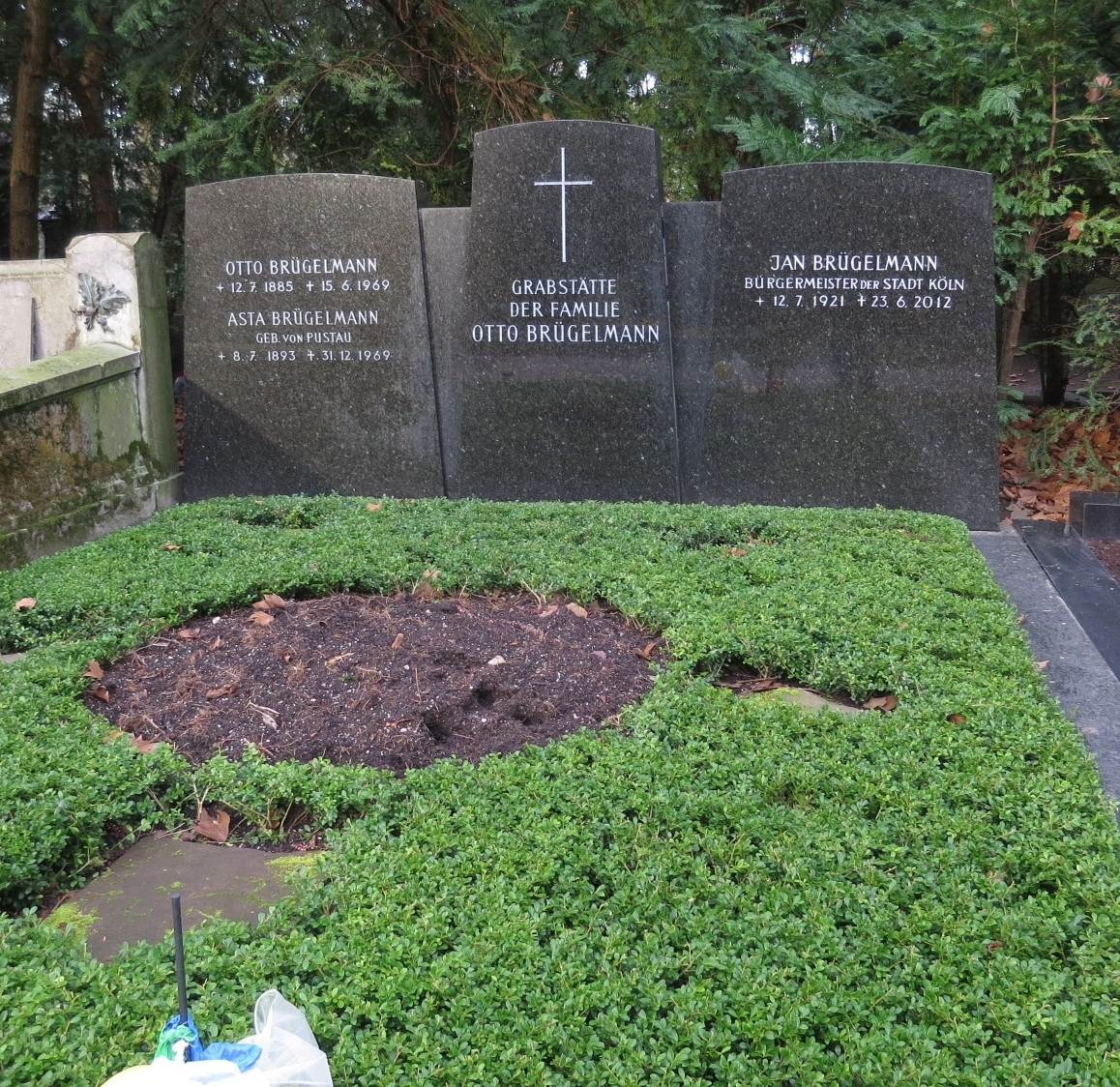
Familiengrab auf dem Friedhof Melaten

Jan Brügelmann (* 12. Juli 1921 in Köln; † 23. Juni 2012 ebenda) war ein deutscher Unternehmer und Sportmäzen sowie Kölner Kommunalpolitiker (FDP) und Karnevalist.
Brügelmann war seit 1953 mit Jennifer, einer gebürtigen Engländerin, verheiratet und hat zwei Söhne. Bürgermeister a. D. Jan Brügelmann verstarb am 23. Juni 2012 im Alter von 90 Jahren kurz vor seinem 91. Geburtstag in seinem Heim im Kölner Süden. Beigesetzt wurde er im Grab seiner Eltern auf dem Kölner Friedhof Melaten (Flur 60).

## Unternehmer
Brügelmann entstammte einer protestantischen bergischen Unternehmerfamilie, die zu Beginn des 19. Jahrhunderts nach Köln zog. Seine Eltern war der Textilunternehmer Otto Brügelmann (1885–1969) und die Frauenrechtlerin Asta Brügelmann (1893–1969). 1937 trat er als Ururenkel des Firmengründers in das Familienunternehmen ein. Er war damit in der fünften Generation in dem seit 1820 bestehenden Familienunternehmen tätig, dem er zuletzt zusammen mit Helmut Brügelmann als geschäftsführender Gesellschafter vorstand.
In den 1970er Jahren veranlasste er die Aufgabe des traditionellen Standortes der Firma „F. W. Brügelmann & Söhne“ an der Nordseite des Alten Markts in der Kölner Altstadt nach Deutz. Dort hatte die ursprünglich als „Fabrik für Arbeiterkleider, Wäsche, Schürzen. Mechanische Strumpfstrickere“ firmierende Gesellschaft bereits 1914/15 einen neuen Produktionsstandort aufgebaut, der noch heute unter der Anschrift Brügelmannstraße 16/18, D-50679 Köln, als Bekleidungsgroßhandel besteht. Nach Angaben der Textilfachzeitschrift WRP hat die Firma 30 Mitarbeiter und verzeichnete (2008) einen Jahresumsatz von 6,5 Millionen Euro.

## Politiker
Brügelmann war zunächst Mitglied der Gesamtdeutschen Volkspartei Gustav Heinemanns, für die er bei der Bundestagswahl 1953 erfolglos kandidierte. Im Gegensatz zum Großteil der Partei schloss er sich nach deren Scheitern jedoch nicht der SPD an, sondern blieb zunächst parteilos. Zeitgleich mit seinem Eintritt in die FDP im Jahre 1969 wurde Brügelmann als sachkundiger Bürger Mitglied von in der Folge wechselnden Ausschüssen des Kölner Stadtrates. Von 1979 bis 1984 war er als Fraktionsangehöriger seiner Partei Bürgermeister der Stadt Köln und somit einer der Vertreter des Oberbürgermeisters. Im Anschluss versah er bis 1993 die Funktion des stellvertretenden Kreisvorsitzenden der Liberalen.

## Förderer von Sport, Brauchtum und Kultur
Brügelmann gehörte zu den Mitgründern des Kölner Karnevalsmuseums. Von 1961 bis 1993 war er Vorsitzender des Vereins der Freunde und Förderer des Kölnischen Brauchtums. noch länger, nämlich 44 Jahre, war er Vorsitzender des „Großen Senats“ des Karnevals, Ehrenmitglied bei Spillmannsgasser Junge e. V., gegründet 1955. Bis zuletzt hatte er den Vorsitz im Verein der Freunde des Kölnischen Stadtmuseums e. V. Er war Vorsitzender des Vereins „Haus des Waldes“ und Mitglied des Zentralen Dombau-Vereins.
Weiter engagierte er sich als Mitglied der Leitung der Evangelischen Kirche im Rheinland sowie der Synode der Evangelischen Kirche in Deutschland.
Darüber hinaus war Brügelmann ein Aktivist und Förderer des Sports. So war er Kapitän der deutschen Golfnationalmannschaft, dann von 1982 bis 1994 Präsident des Deutschen Golfverbandes (DGV) und später auch des Europäischen Golf-Verbandes. Seit 1994 war er Ehrenpräsident des DGV. Er war Sponsor und Förderer des deutschen Golf-Champions Bernhard Langer.

## Ehrungen
Für seine Verdienste wurde Jan Brügelmann 1976 das Bundesverdienstkreuz am Bande und im Jahr 1993 das Große Verdienstkreuz der Bundesrepublik Deutschland verliehen. 1996 folgte als weitere besondere Auszeichnung sein Eintrag in das Goldene Buch der Stadt Köln. Anlässlich seines 90. Geburtstags am 12. Juli 2011 fand ein feierliches „Ratsherrenessen“ statt.